# Boroldai
Boroldai o Borolday o Burulday fou una subsecció de la tribu turca mongol de la karaunes que agafava el nom del seu cap, l'amir Boroldai.
S'havia format amb les tropes del cap (amir) Boroldai en temps del kan Tarmaixirin (1326-1334); Boroldai devia morir vers el 1355 i després en van tenir el control personal Qazaghan; el fill de Borolday, Teghluq Temur, no va poder conservar el comandament per decisió de Qazaghan i en revenja va participar en l'assassinat del gran amir.
Mort Qazagan i després d'un període de confusió, el tumen Boroldai va passar a ser de fidelitat personal del seu net Amir Husayn fins a la seva mort (1370) quan fou integrat en el ulus dels Karaunes i el comandament conjunt va ser per Cheku Barles, fidel de Timur. El va succeir el seu fill l'amir Jahan Shah (Jahanshah) i encara s'esmenta com unitat separada manada per aquest en temps de Shah Rukh; a la mort de Jahanshah o Shahjahan, el seu fill va heretar el comandament de la subsecció però un altre va rebre el comandament dels Karaunes de Kunduz i Baghlan.